# Drosophila nanella
Drosophila nanella är en tvåvingeart som beskrevs av Elmo Hardy 1965. Drosophila nanella ingår i släktet Drosophila och familjen daggflugor.
Artens utbredningsområde är Hawaii.